# Mike Bull
Miłe Bull, wł. Michael Anthony Bull (ur. 11 września 1946 w Belfaście) – brytyjski lekkoatleta, specjalista skoku o tyczce oraz wieloboista, czterokrotny medalista igrzysk Brytyjskiej Wspólnoty Narodów, dwukrotny olimpijczyk.

## Życiorys
Na igrzyskach olimpijskich i mistrzostwach Europy reprezentował Wielką Brytanię, a na igrzyskach Brytyjskiej Wspólnoty Narodów Irlandię Północną.
Zdobył srebrny medal w skoku o tyczce na igrzyskach Imperium Brytyjskiego i Wspólnoty Brytyjskiej w 1966 w Kingston, przegrywając jedynie z Trevorem Bickle z Australii. Zajął 16. miejsce w tej konkurencji na mistrzostwach Europy w 1966 w Budapeszcie. Na europejskich igrzyskach halowych w 1967 w Pradze był 12., a na europejskich igrzyskach halowych w 1968 w Madrycie – 8. w skoku o tyczce.
Zajął 13. miejsce w tej konkurencji na igrzyskach olimpijskich w 1968 w Meksyku, 10. miejsce na europejskich igrzyskach halowych w 1969 w Belgradzie 7. miejsce na mistrzostwach Europy w 1969 w Atenach i również 7. miejsce na halowych mistrzostwach Europy w 1970 w Wiedniu.
Zwyciężył w skoku o tyczce, a także zajął 8. miejsce w sztafecie 4 × 100 metrów na igrzyskach Brytyjskiej Wspólnoty Narodów w 1970 w Edynburgu. Odpadł w kwalifikacjach na mistrzostwach Europy w 1971 w Helsinkach. Zajął 6. miejsce na halowych mistrzostwach Europy w 1972 w Grenoble. Odpadł w kwalifikacjach skoku o tyczce na igrzyskach olimpijskich w 1972 w Monachium.
Zwyciężył w dziesięcioboju oraz zdobył srebrny medal w skoku o tyczce na igrzyskach Brytyjskiej Wspólnoty Narodów w 1974 w Christchurch, przegrywając jedynie z Australijczykiem Donem Bairdem. Zajął 10. miejsce w skoku o tyczce na halowych mistrzostwach Europy w 1974 w Göteborgu. Nie zaliczył żadnej wysokości na mistrzostwach Europy w 1974 w Rzymie.
Ostatnią dużą imprezą Bull były igrzyska Wspólnoty Narodów w 1978 w Edmonton. Zajął tam 9. miejsce w dziesięcioboju, a w skoku o tyczce nie został sklasyfikowany (wszystkie skoki spalił).
Był mistrzem Wielkiej Brytanii (AAA) w skoku o tyczce w 1966, 1967, 1969, 1971 i 1972 oraz wicemistrzem w 1968, 1970 i 1973. W hali był mistrzem w tej konkurencji w latach 1967–1972, 1974 i 1977, wicemistrzem w 1973 i 1975 oraz brązowym medalistą w 1966.
Dziesięciokrotnie poprawiał rekord Wielkiej Brytanii w tej konkurencji do wyniku 5,25 m, uzyskanego 22 września 1973 w Londynie. Był to również najlepszy wynik w jego karierze.
W 2012 został mianowany oficerem Orderu Imperium Brytyjskiego IV klasy (OBE).